# Alkaios (Sohn des Herakles)
Alkaios (altgriechisch Ἀλκαῖος Alkaíos) ist in der griechischen Mythologie ein Sohn des Herakles.
Nach Herodot ist er der Sohn des Herakles mit einer Sklavin des Iardanos und gilt als Stammvater der lydischen Herrscherdynastie und damit als Ahne des sagenhaften lydischen Königs Sadyattes I.
In der Suda ist er der Sohn der Tochter des Iardanos, der lydischen Königin Omphale, wo er als kriegserfahrener Kämpfer genannt wird.